# Santana Gohain
Santana Gohain (* 1969) ist eine zeitgenössische indische Künstlerin. Sie lebt und arbeitet in Baroda.

## Leben
Santana Gohain studierte Print-making am College of Arts and Crafts in Assam und absolvierte ihr Postgraduales Diplom in Print-making an der Faculty of Fine Arts, Baroda, mit Auszeichnung. Dort arbeitete sie an Druckgrafik-Workshops mit dem spanischen Künstler Joaquin Capa sowie an Skulptur-Workshops mit dem französischen Professor Jean-Louis Raymond. Darüber hinaus nahm die abstrakte Künstlerin an verschiedenen Art Camps in Indien teil. Außerdem wurden ihre Arbeiten international ausgestellt.
Santana Gohain arbeitet in ihren Werken fast immer mit unterschiedlichen Medien und Werkstoffen, wie zum Beispiel Kreide, Graphit und Papier. Über ihre Arbeit sagte sie: “Works are not only paintings, working on the surfaces is very sculptural. I use graphite like clay”. („Werke sind nicht nur Gemälde, an der Oberfläche zu arbeiten, ist sehr skulpturell. Ich benutze Graphit wie Schlamm.“, Santana Gohain, 2008) Im Dezember 2007 wurde Santana Gohain der Prix de la ville de Sarcelles im Rahmen der Biennale de la Gravure in Sarcelles, Frankreich, verliehen.
Gohain nahm seit 1994 an verschiedenen Gruppenausstellungen weltweit teil, zum Beispiel in San Francisco, New Jersey, Mumbai, Bangalore, Nagpur, Baroda, Chandigarh und Bhopal.

## Einzelausstellungen
- 1999: Nazar Art Gallery, Baroda
- 2000: Harmony Show (gemeinsam mit ihrem Mann, dem Künstler Ganesh Gohain), The Fine Art Company, Mumbai
- 2002: Existence, The Fine Art Company, Mumbai
- 2004: Silent Speech, Alliance Française, Ahmedabad und Baroda
- 2006: Silent Speech, Museum Art Gallery by The Fine Art Company, Mumbai.